# Mascalucia
Mascalucia ist eine Stadt der Metropolitanstadt Catania in der Region Sizilien in Italien mit 32.103 Einwohnern (Stand 31. Dezember 2023).

## Lage und Daten
Mascalucia liegt 16 km nördlich von Catania am südlichen Hang des Ätnas. Die Einwohner arbeiten hauptsächlich in der Landwirtschaft und im Handwerk.
Die Nachbargemeinden sind Belpasso, Catania, Gravina di Catania, Nicolosi, Pedara, San Pietro Clarenza und Tremestieri Etneo.

## Geschichte
Der Ort entstand im späten Mittelalter. Bei dem Erdbeben 1818 wurde der Ort zerstört und anschließend wieder aufgebaut.

## Sehenswürdigkeiten
- Pfarrkirche mit einem Portal aus Lavastein
- Kirche San Vito in der Via Etnea
- Kirche Sant’Antonio Abbate, erbaut im 15. Jahrhundert
- Palazzo Cirelli, erbaut im Jugendstil

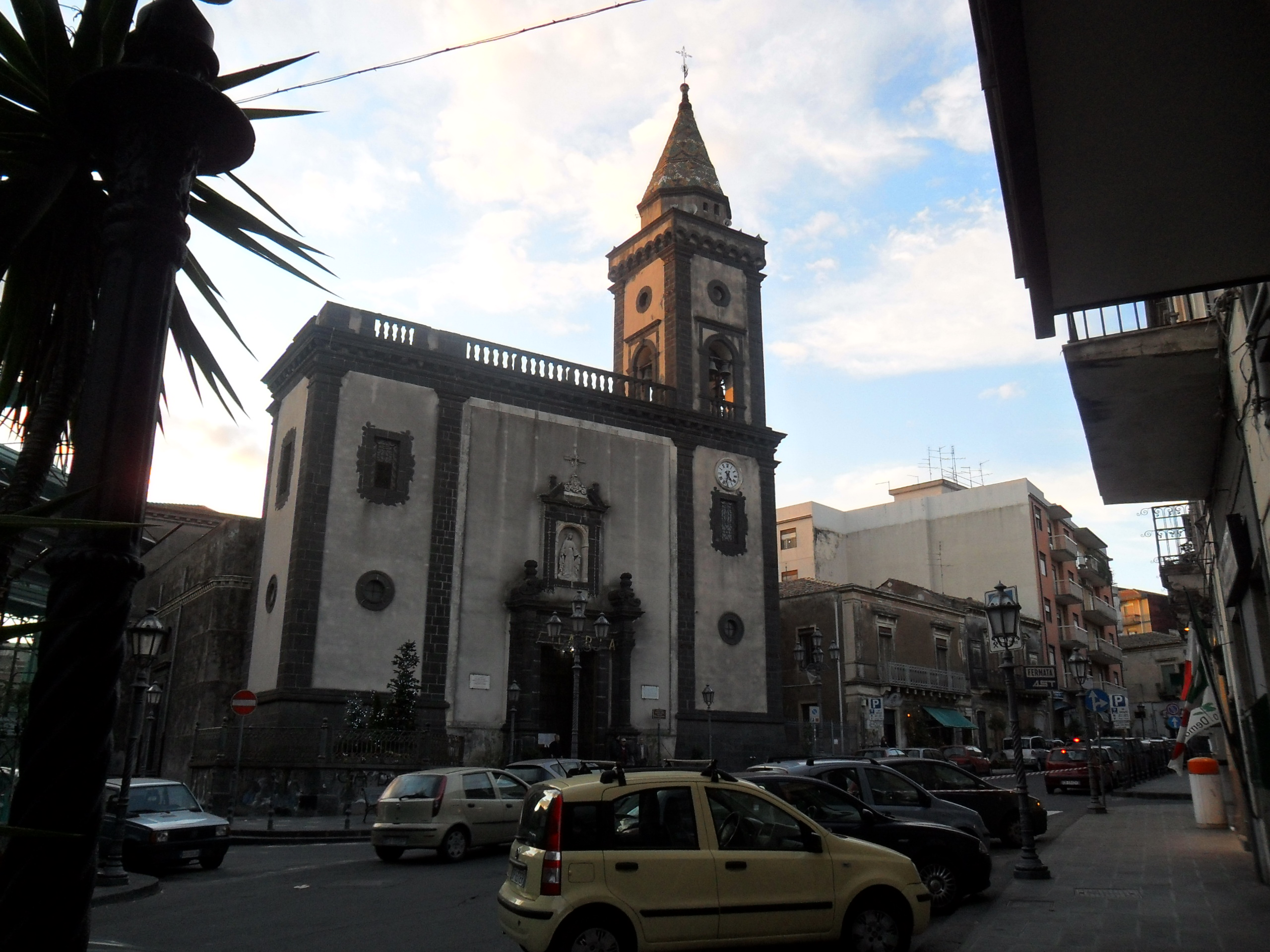
Chiesa Madre
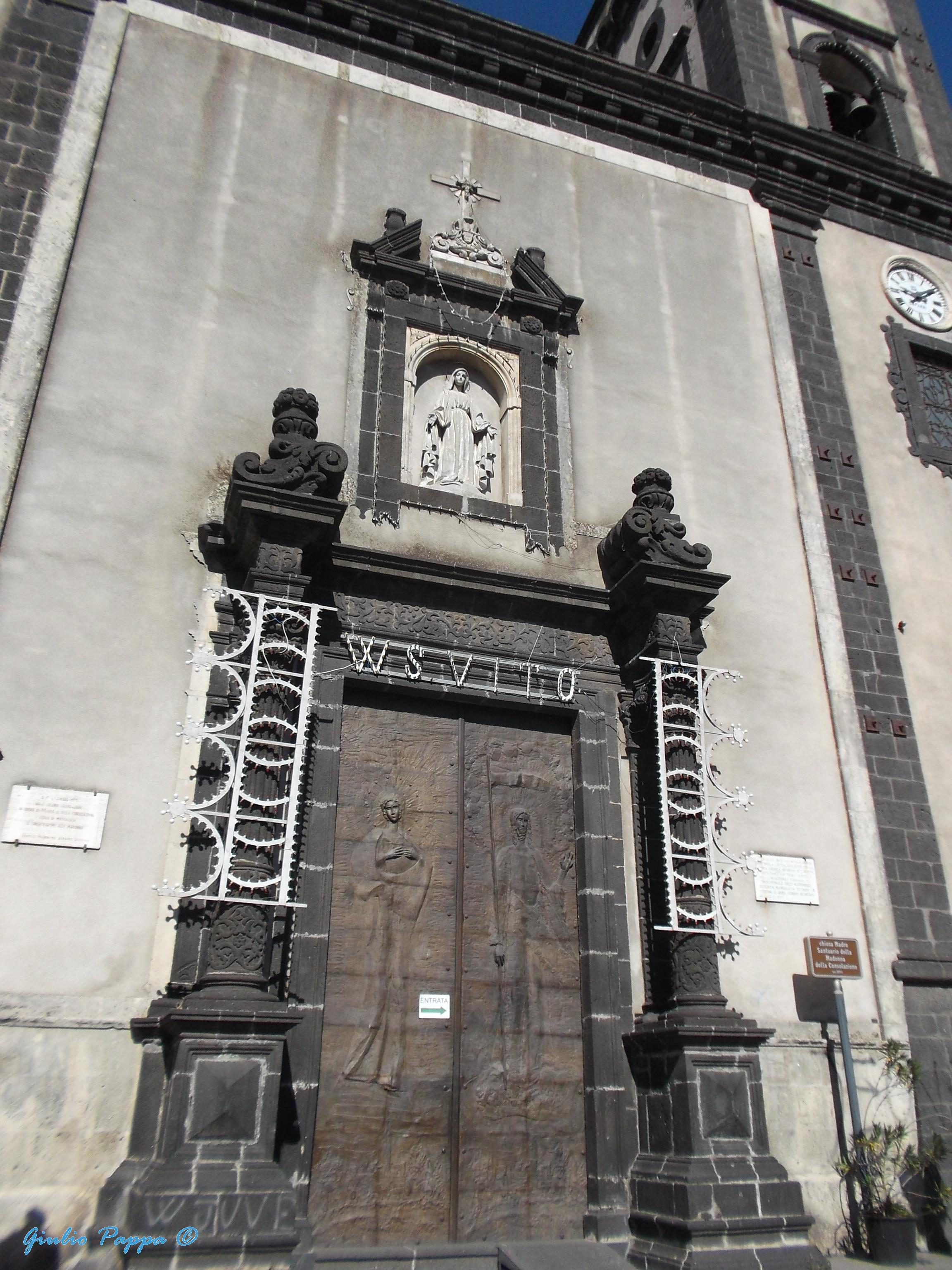
Portal der Chiesa Madre
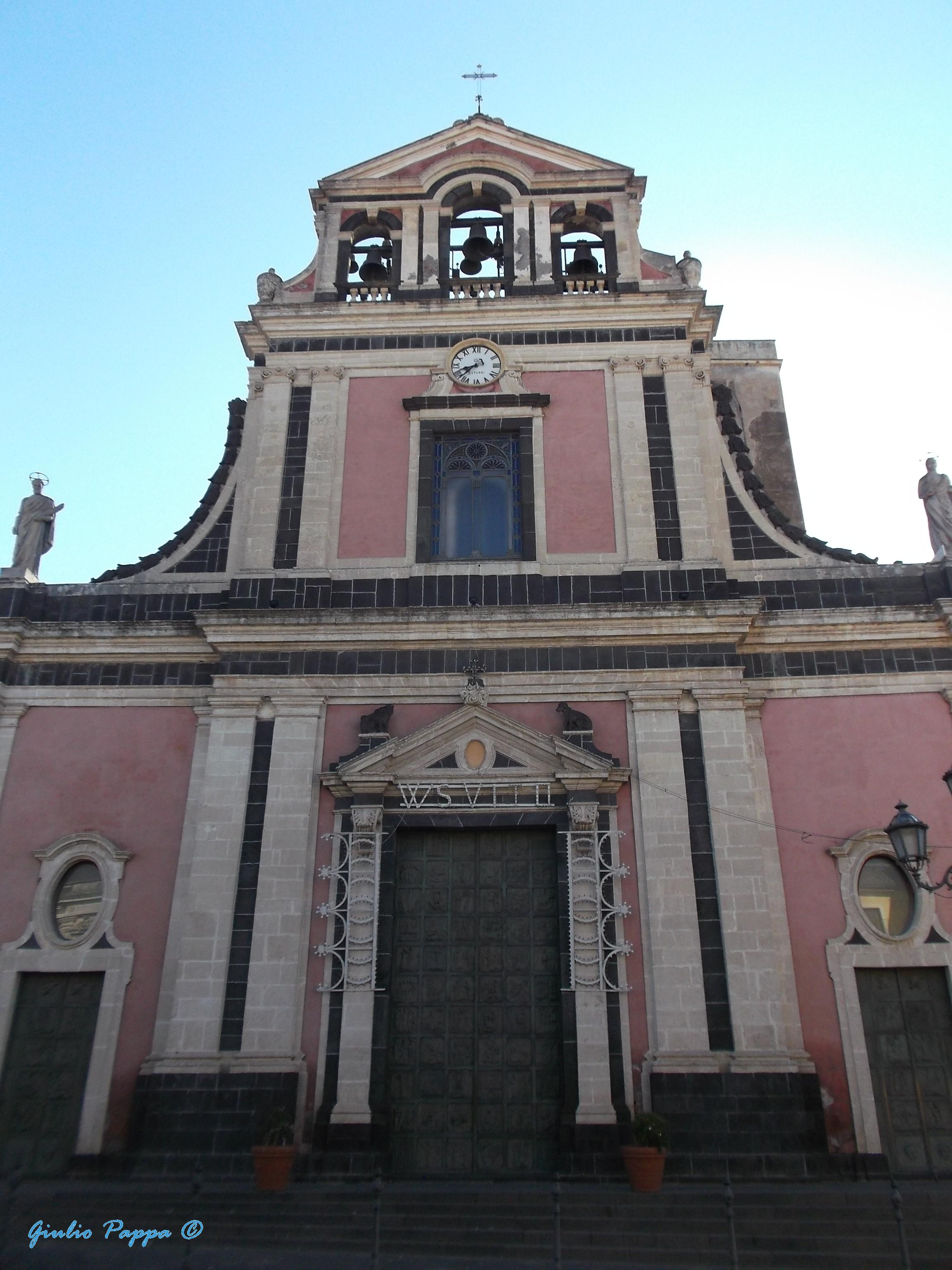
Kirche San Vito
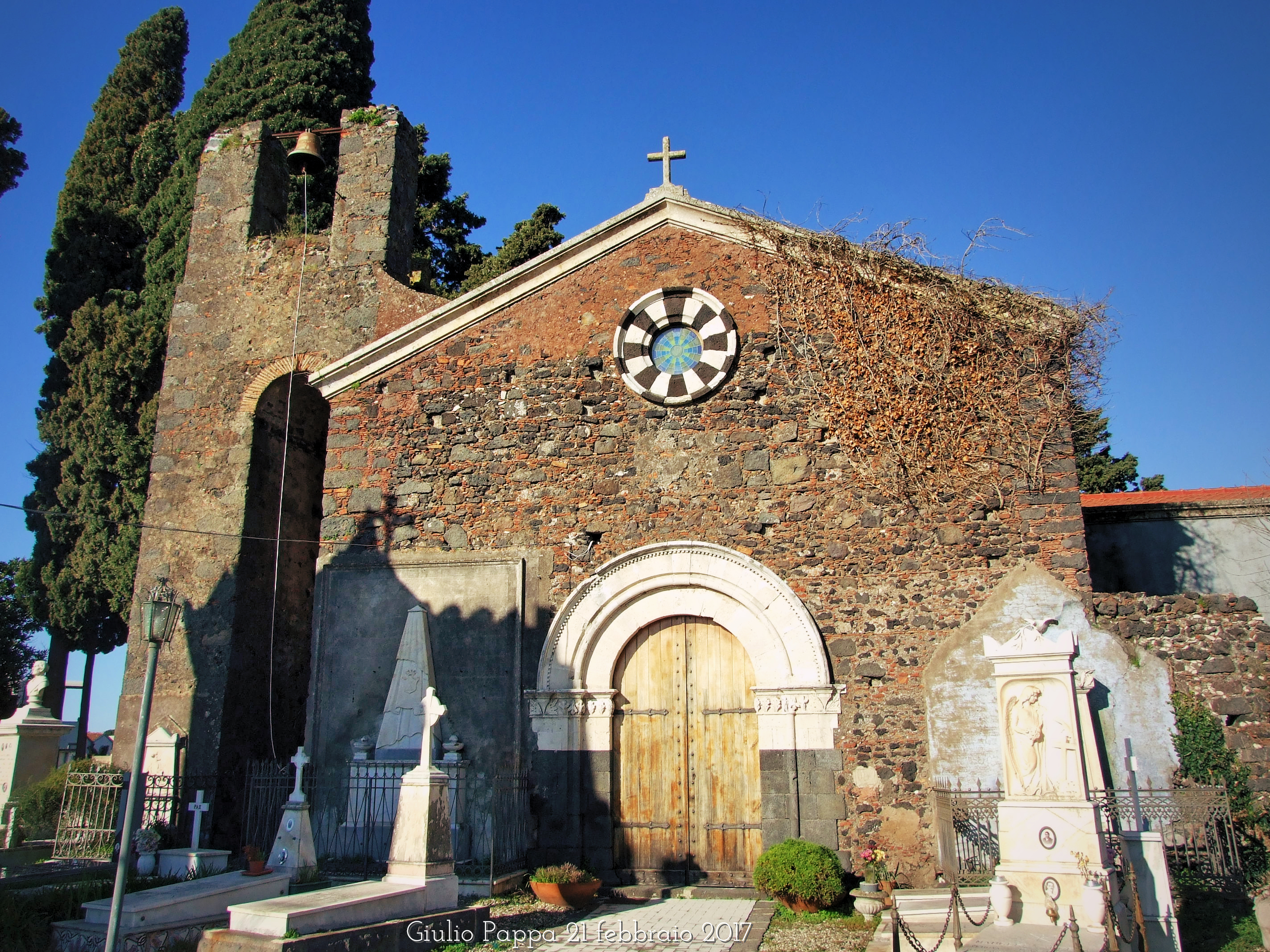
Sant’Antonio Abbate
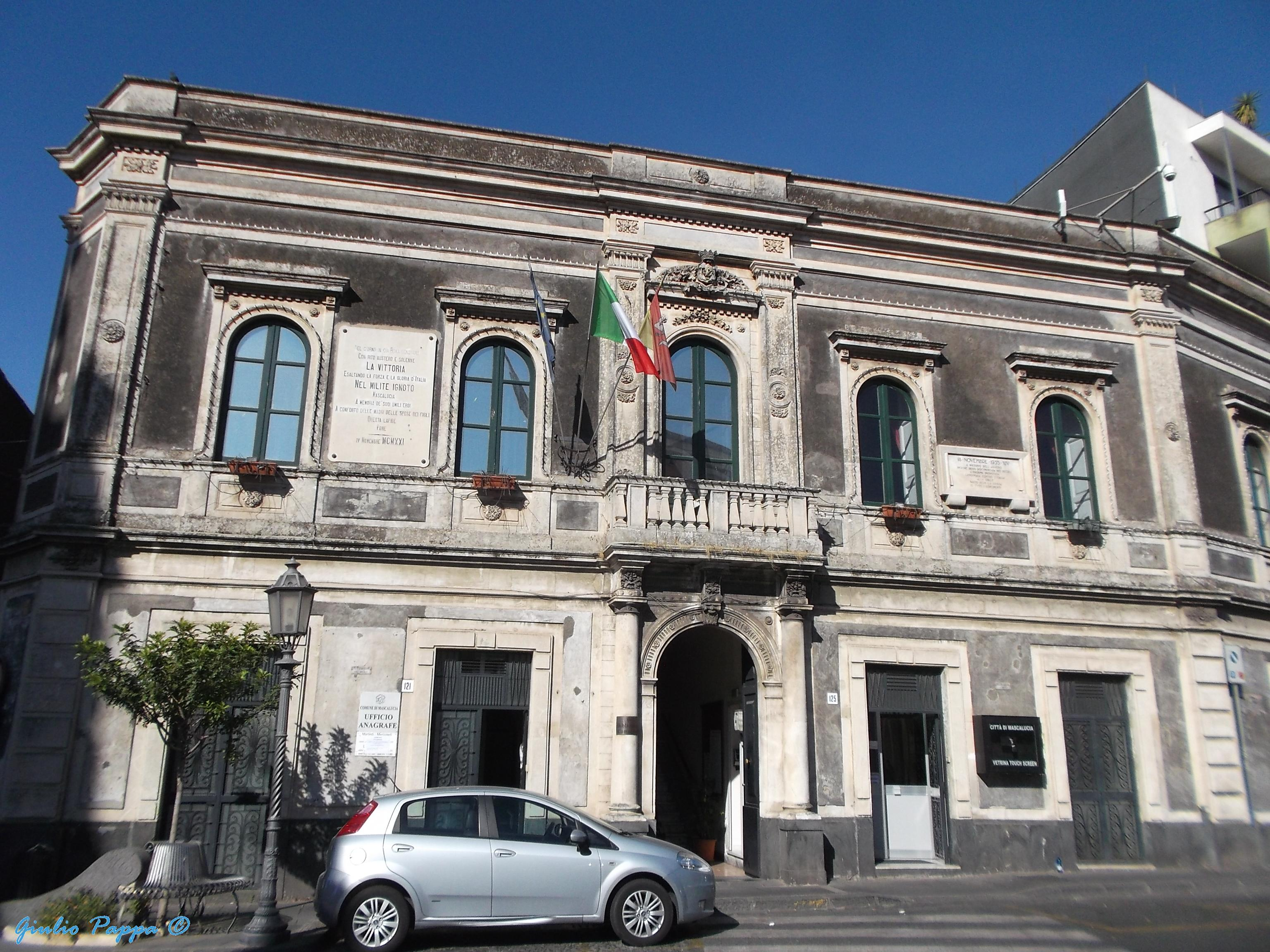
Biblioteca